# Droga wojewódzka nr 416
Droga wojewódzka nr 416 (DW416) – droga wojewódzka w województwach  śląskim i opolskim. Rozpoczyna się w Raciborzu, a kończy w Krapkowicach.

## Miejscowości przy trasie
- Racibórz
- Żerdziny
- Kornice
- Pietrowice Wielkie
- Kietrz
- Kozłówki
- Nowa Cerekwia
- Sucha Psina
- Boguchwałów
- Bernacice
- Głubczyce (obwodnica)
- Głubczyce-Sady
- Kietlice
- Klisino
- Szonów
- Głogówek
- Rzepcze
- Kórnica
- Ściborowice
- Pietna
- Żywocice
- Krapkowice